# Rode Kruis Ziekenhuis (Beverwijk)
Rode Kruis Ziekenhuis (RKZ) is een algemeen ziekenhuis in Beverwijk voor de regio Kennemerland. Het ziekenhuis staat vooral bekend om het Brandwondencentrum.
Het ziekenhuis is in 1927 opgericht door het Rode Kruis en had toen 29 bedden (uitbreidbaar naar 45), een polikliniek, een afdeling voor chirurgie, een laboratorium en een vertrek voor hoogtezonbehandelingen. In 1965 werd het ziekenhuis formeel losgemaakt van het Rode Kruis. De naam bleef echter ongewijzigd.
In het RKZ werden regelmatig slachtoffers opgenomen van ongevallen bij de nabijgelegen Hoogovens, vaak met ernstige verbrandingen. In 1968 pleitte R.P. Hermans, chirurg in het ziekenhuis, voor de instelling van gespecialiseerde brandwondencentra in Nederland. Enkele jaren later, in 1971, werd de Nederlandse Brandwondenstichting opgericht en in het RKZ kwam in 1974 het eerste Nederlandse brandwondencentrum. In 1988 fuseerde het Rode Kruis Ziekenhuis met het in Heemskerk gelegen Sint-Jozef Ziekenhuis. De faciliteiten werden geconcentreerd in Beverwijk, al bleef in Heemskerk nog een buitenpolikliniek van het ziekenhuis.